# علي الريح السنهوري
علي الريح الشيخ السنهوري سياسي ومفكر سوداني، أمين سر حزب البعث العربي الاشتراكي - قطر السودان، عضو القيادة القومية لحزب البعث العربي الاشتراكي.
ولد على الريح السنهورى بعروس الرمال مدينة الابيض بشمال كردفان، كان قائداً في القطاع الطلابي، ومؤسساً لجمعية أنصار الثورة الفلسطينية. شارك وأسس اتحاد الكتاب والأدباء التقدميين العرب، واتحاد المحاسبين العرب.
بدأ العمل السياسي منذ المرحلة المتوسطة وتم القبض عليه العديد من المرات وأطولها فترة 5 أعوام في حقبة الرئيس جعفر النميري وآخر اعتقال في ثورة ديسمبر 2019 تم اعتقاله من داخل «موكب المهنيين» كأول زعيم حزبي في تاريخ السودان يتم اعتقاله من داخل مسيرة احتجاجية.